# Ehrikon
Ehrikon (624 m ü. M.) gehört zur Gemeinde Wildberg (Bezirk Pfäffikon) im Schweizer Kanton Zürich. Die drei ehemaligen Zivilgemeinden Wildberg, Ehrikon und Schalchen bildeten seit 1798 die politische Gemeinde Wildberg, die zum Distrikt Fehraltorf gehörte. 1931 wurden die Zivilgemeinden aufgelöst.
Der Ursprung des Namens kommt von lat. Herichunmarcha, damit wird die Gemarkung eines Erichs bezeichnet. Alte Landmaschinen und Geräte können in der von Ernst Spörri angelegten Sammlung besichtigt werden.

Luftbild (1970)